# Aelurostrongylus falciformis
Aelurostrongylus falciformis  (лат.) — вид круглых червей, паразитирующий в лёгких барсука.
А. falciformis живородящий. С фекалиями конечного хозяина личинки выводятся из организма. Развитие инфекционной третьей личинки происходит в различных видах улиток (Arion hortensis, Cepaea hortensis, Cepaea nemoralis, Deroceras agreste, Succinea putris, Euomphalia strigella, Fruticola hispida). Заражение происходит путём потребления заражённых улиток. Препотентный период составляет 21 день.